# 圣西尔昂帕伊
圣西尔昂帕伊（法語：Saint-Cyr-en-Pail，法語發音：[sɛ̃ siʁ ɑ̃ paj]）是法国马耶讷省的一个市镇，属于马耶讷区。

## 地理
圣西尔昂帕伊（48°26'27"N, 0°14'39"W）面积20.65 平方千米，位于法国卢瓦尔河地区大区马耶讷省，该省份为法国西北部内陆省份，北起芒什省和奧恩省，西接伊勒-维莱讷省，南至曼恩-卢瓦尔省，东临萨尔特省。
与圣西尔昂帕伊接壤的市镇（或旧市镇、城区）包括：雅夫龙-莱沙佩勒、普雷昂帕伊-圣桑松、圣艾尼昂德库普特兰、维勒帕伊。

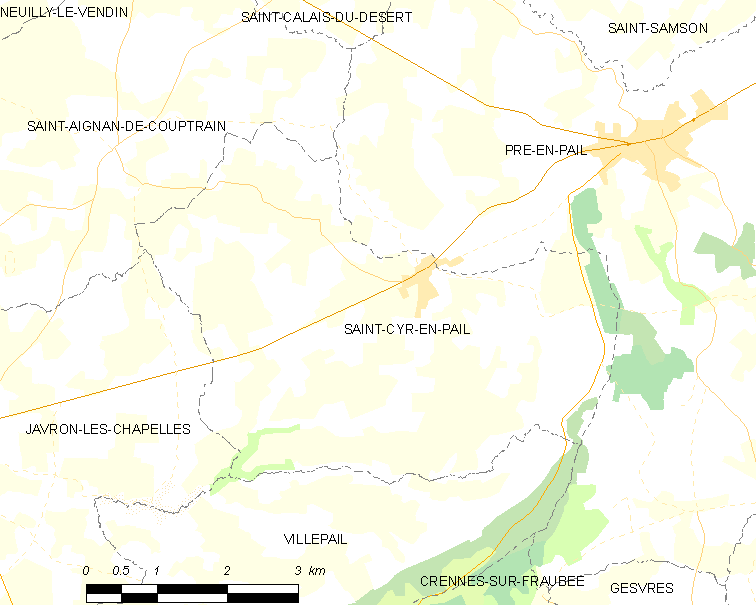
圣西尔昂帕伊的OSM定位图

圣西尔昂帕伊的时区为UTC+01:00、UTC+02:00（夏令时）。

## 行政
圣西尔昂帕伊的邮政编码为53140，INSEE市镇编码为53208。

## 政治
圣西尔昂帕伊所属的省级选区为维莱讷拉瑞埃勒县。

## 人口

1962-2008年间圣西尔昂帕伊人口变化图示

圣西尔昂帕伊于2022年1月1日时的人口数量为502人。